# Handelsdepartementet
Handelsdepartementet var ett svenskt departement som grundades 1920 och lades ner 1982. Departementet handlade ärenden rörande handel, industri (fram till 1967), sjöfart, (fram till 1963) näringsliv, patent, varumärkesregistrering och ekonomiska försvars och beredskapsfrågor, vapenexport.
Chef för departementet var handelsministern.
Från 1983 övertogs de flesta ärendena av UD och Industridepartementet. Totalt överfördes uppgifter och personal till fem olika departement.